# قوات الدفاع الجوي السوفيتية
قوات الدفاع الجوي السوفيتية ( الروسية: войска ПВО، رومنة: voyska protivovozdushnoy oborony, voyska PVO, V-PVO، ت.ح. 'Anti-Air Defence Troops') كان فرع الدفاع الجوي للقوات المسلحة السوفيتية.
تأسس عام ١٩٤١م، وظل فرعًا خدميًا في القوات المسلحة الروسية بعد تفكك الإتحاد السوفيتي عام ١٩٩١م حتى اندمج مع القوات الجوية عام ١٩٩٨م. وعلى عكس قوات الدفاع الجوي الغربية، كان فوج الدفاع الجوي السوفيتي (V-PVO) فرعًا عسكريًا مستقلًا، منفصلًا عن القوات الجوية السوفيتية وقوات الدفاع الجوي التابعة للقوات البرية. وخلال الحقبة السوفيتية، كان يُصنف ثالثًا من حيث الأهمية بين فروع القوات السوفيتية،  بعد قوات الصواريخ الاستراتيجية والقوات البرية.

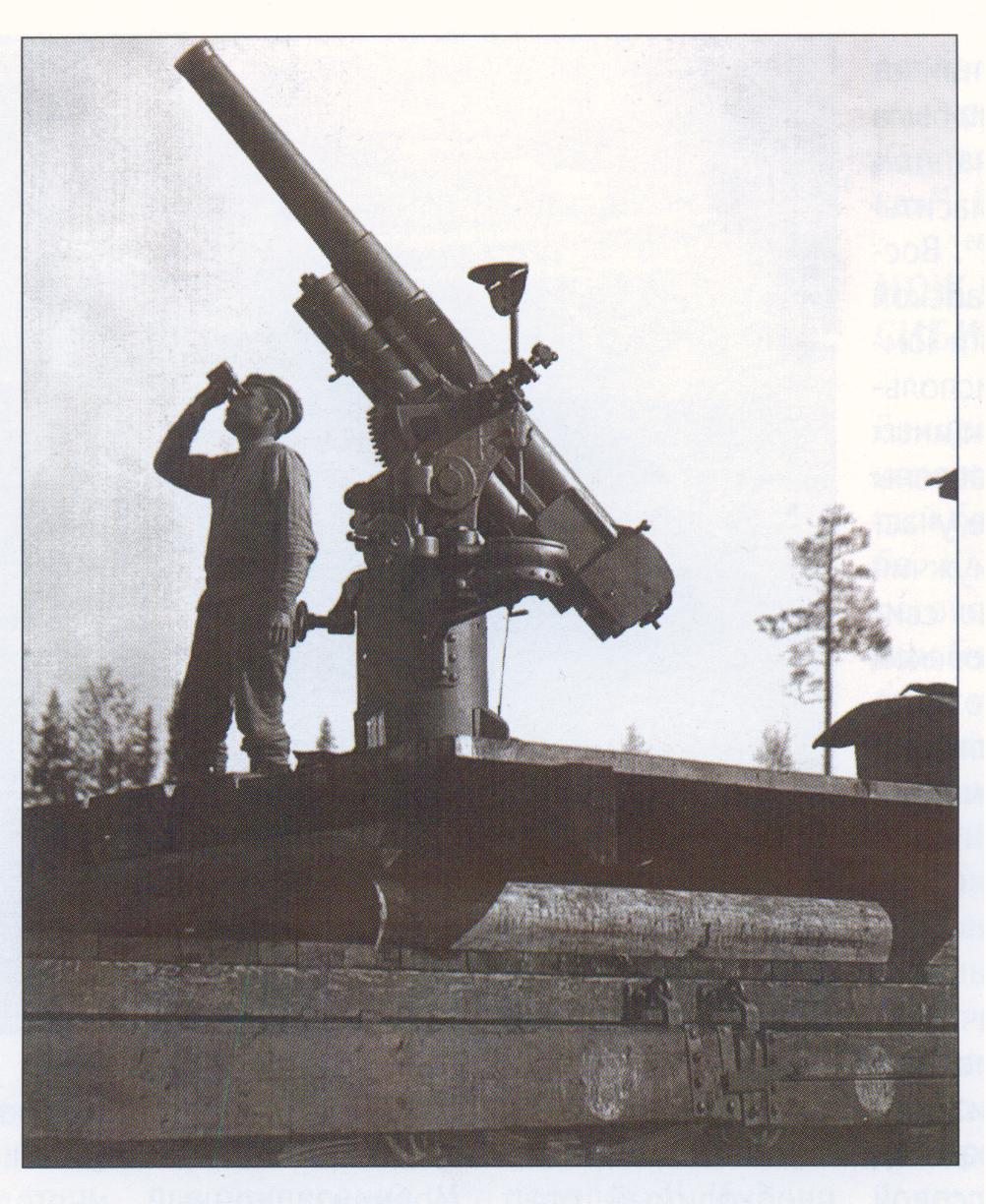
مدفع مضاد للطائرات عيار 76 مم طراز 1914/15.

## تاريخ

### الخدمة خلال الحرب العالمية الثانية

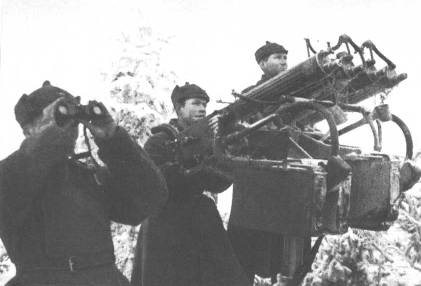
مدفع رشاش مضاد للطائرات رُباعي من طراز M4 طراز 1931م.

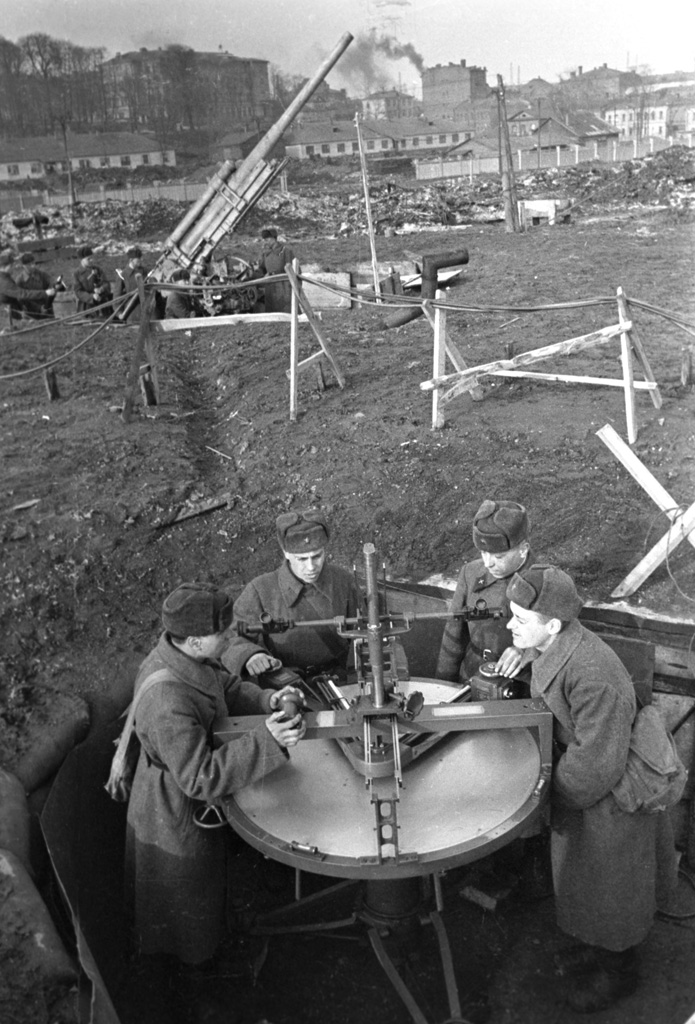
مجموعة توجه المدفعية المضادة للطائرات أثناء الدفاع عن موسكو، 1 نوفمبر 1941م.

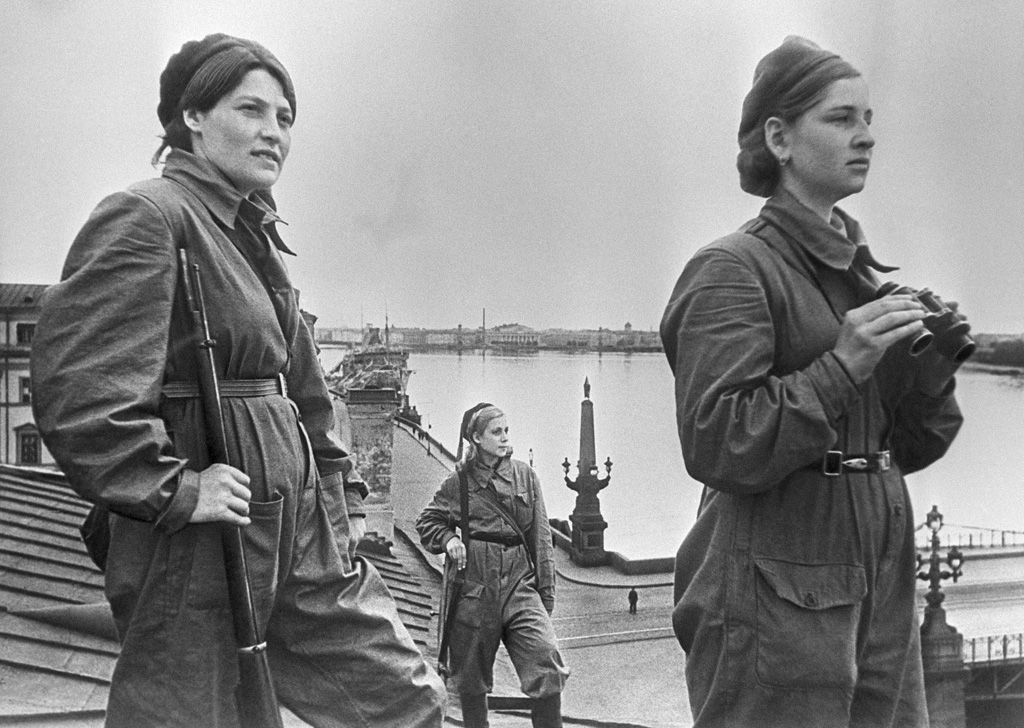
مقاتلات الدفاع الجوي في مهمة قتالية على سطح منزل أثناء حصار لينينچراد.

بدأت الاستعدادات لإنشاء قوات الدفاع الجوي عام ١٩٣٢م، ومع بدء عملية بارباروسا في يونيو ١٩٤١م، كانت هناك ١٣ منطقة دفاع جوي ضمن المناطق العسكرية . عند اندلاع الحرب، كانت قوات الدفاع الجوي في خضم إعادة تسليح. لم يكن لدى فرق المدفعية المضادة للطائرات سوى عدد قليل من أحدث الأسلحة أوتوماتيكية عيار ٣٧ مم و 85 وعيار 2.5 مم. علاوة على ذلك، عانت القوات من نقص في طائرات ياك-1 وميج-3؛ إذ كانت 46% من الأسطول طائرات قديمة. فبدأت زيادة معدلات الإنتاج لتزويد القوات بمعدات جديدة. في يوليو 1941م، اتخذت لجنة الدفاع الوطني عدة إجراءات لتعزيز القوات التي تحرس المناطق الصناعية في موسكو ولينينچراد وياروسلافل وغوركي، والجسور الاستراتيجية عبر نهر الفولچا. ولتحقيق هذه الغاية، تم تسريع انتاج وحدات المدافع الرشاشة المضادة للطائرات والكشافات.
كان الدفاع عن موسكو مثالاً كلاسيكياً على تنظيم سياسي رئيسي لمركز دفاعي وصناعي. نفّذه الفيلق الأول للدفاع الجوي والفيلق السادس للطيران المقاتل. في بداية الغارات الجوية الألمانية، ضمّت هذه التشكيلات أكثر من 600 مقاتلة؛ وأكثر من 1,000 مدفع من عيارات صغيرة ومتوسطة؛ و350 مدفعاً رشاشاً؛ و124 منطاداً ثابتاً مضاداً للطائرات؛ و612 محطةً و600 كشاف مضاد للطائرات.  أحبط وجود هذه القوات الضخمة وإدارتها الماهرة محاولات العدو لشن غارات جوية مكثفة. ولم تتجاوز نسبة طائرات المحور التي حلقت في ضواحي موسكو 2.6% من إجمالي عدد طائرات المحور. ودمرت قوات الدفاع الجوي المدافعة عن موسكو 738 طائرة معادية. ألحقت هجمات فيلق الطيران المقاتل السادس ضربات ثقيلة حيث دمّرت 567 طائرةً معاديةً على الأرض. ودمّرت قوات الدفاع الجوي 1,305 طائرة، وفي معاركها مع جيوش ألمانيا النازية وحلفائها، إلى جانب القوات الجوية، دمّرت 450 دبابة و5,000 مركبة عسكرية.
في شهر نوفمبر في 9 فبراير 1941م، أُنشئ منصب قائد قوات الدفاع الجوي، وعُيّن اللواء ميخائيل چرومادين.  في يناير 1942م، ولتحسين التفاعل بين القوات وأنظمة الدفاع الجوي، أُمرت الطائرات المقاتلة وأطقمها بالتبعية لقيادة الدفاع الجوي. في أبريل 1942م، تأسست جبهة الدفاع الجوي في موسكو ، ثم شُكّل جيشا الدفاع الجوي في لينينچراد وباكو. كانت هذه أولى التشكيلات العملياتية لقوات الدفاع الجوي.
في يونيو/حزيران ١٩٤٣م، حُلّ مكتب قائد قوات الدفاع الجوي للبلاد. وعقب إعادة التنظيم في أبريل/نيسان ١٩٤٤م، والتي نتج عنها إنشاء جبهتي الدفاع الجوي الغربية والشرقية، وتقسيم منطقة الدفاع الجوي عبر القوقاز، والتي أُعيد تنظيمها هذا العام لتصبح جبهات الدفاع الجوي الشمالية والجنوبية وعبر القوقاز، أُعيدت تسمية قوات الدفاع الجوي في محيط موسكو إلى جيش الدفاع الجوي في موسكو . وفي الشرق الأقصى، في مارس/آذار ١٩٤٥م، تأسست ثلاثة جيوش للدفاع الجوي: البحرية، وآمور، وبايكال.
خلال الحرب العالمية الثانية، وفرت قوات الدفاع الجوي غطاءً دفاعيًا لمُجمعات الصناعات الدفاعية وعناصر الاتصالات الحيوية، ونجحت في الحد من الأضرار الجوية التي لحقت بالقدرات الصناعية والنقلية السوفيتية. خلال الحرب، دمّرت قوات الدفاع الجوي 7,313 طائرة ألمانية، منها 4,168 و3,145 طائرة استُهدفت بالمدفعية المضادة للطائرات والرشاشات والبالونات.  تم منح أكثر من 80 ألف جندي ورقيب وضابط وجنرال من قوات الدفاع الجوي للبلاد أوسمة الدولة والميداليات، كما حصل 92 جنديًا على لقب بطل الاتحاد السوفيتي وحصل أحدهم مرتين على ميدالية النجمة الذهبية أثناء الخدمة مع قوات الدفاع الجوي للبلاد.

### الهيكل خلال الحرب العالمية الثانية
خلال الحرب، نُظِّمت تشكيلات الدفاع الجوي كـ «جبهات دفاع جوي» و«جيوش دفاع جوي». غطت جبهات الدفاع الجوي عادةً المجال الجوي لعدة جبهات برية للجيش ؛ ويجب عدم الخلط بينها.
- جبهة الدفاع الجوي الغربية
- جبهة موسكو للدفاع الجوي 6 أبريل 1942م - 10 يوليو 1943م تشكلت من المقر الرئيسي لمنطقة فيلق موسكو للدفاع الجوي.
- الجبهة الجنوبية لمنظمة الدفاع الشعبي 21 أبريل 1944م - 24 ديسمبر 1944م تشكلت من المقر الرئيسي للجبهة الشرقية لقوات الدفاع الجوي؛ وأعيد تسميتها بالمقر الرئيسي للجبهة الجنوبية الغربية لقوات الدفاع الجوي
- الجبهة الجنوبية الغربية لقوات الدفاع الجوي 24 ديسمبر 1944م - 9 مايو 1945م تشكلت من المقر الرئيسي للجبهة الجنوبية لقوات الدفاع الجوي

### الحرب الباردة
تم تقسيم جميع المكونات الجوية الممكنة (اعتبارًا من عام 1945م، قبل إصلاحات القوات المسلحة السوفيتية عام 1949م) إلى: 
- الجيش النشط – القوات الجوية المُخصصة لجبهات القتال، والمعروفة باسم الطيران الأمامي.
- قوات الدفاع الجوي الإقليمية.
- قوات الدفاع الجوي للجيوش الإقليمية
- قوات الاحتياط للقيادة العليا ستافكا
- قوات الدفاع الجوي للمناطق العسكرية
- قوات الدفاع الجوي للجبهات غير النشطة

انفصل فوج ستراني للدفاع الجوي عن القوات المسلحة السوفيتية عام ١٩٤٩م. في يونيو ١٩٤٩م، نُقلت فرقة الطيران المقاتلة الخامسة عشرة للحرس وفوج الطيران المقاتلة رقم ١٨٠ للحرس الجوي ، من بين أفواجها، إلى فوج ستراني للدفاع الجوي، ليصبحا جزءًا من جيش الدفاع الجوي المقاتل العشرين في أوريول . هناك، أصبح الفوج من أوائل الفوج المجهز بطائرة ميكويان-جوريفيتش ميج-٩ ، وهي الأولى من سلسلة طائرات ميكويان-جوريفيتش النفاثة المقاتلة . في أبريل ١٩٥٠م، استلم الفوج أولى طائراته ميكويان-جوريفيتش ميج-١٥ .
كان الدور الرئيسي لـقوات الدفاع الجوي هو إسقاط قاذفات القيادة الجوية الاستراتيجية الأمريكية إذا اخترقت المجال الجوي السوفيتي. وكان الهدف الثانوي طائرات الاستطلاع الجوي الأمريكية. كان هناك عدد من هذه الطائرات التي تم إسقاطها أثناء عملها حول الحدود السوفيتية،  بما في ذلك طائرات ميج-17 التي أسقطت طائرة استطلاع أمريكية من طراز لوكهيد سي-130 هيركوليس فوق أرمينيا، مما أسفر عن 17 ضحية في عام 1958م.  حققت قوات الدفاع الجوي انتصارًا مهمًا في 1 مايو 1960م، عندما أسقط صاروخ S-75 دڤينا طائرة U-2 بقيادة چاري باورز ، مما تسبب في أزمة U-2 القصيرة عام 1960م.

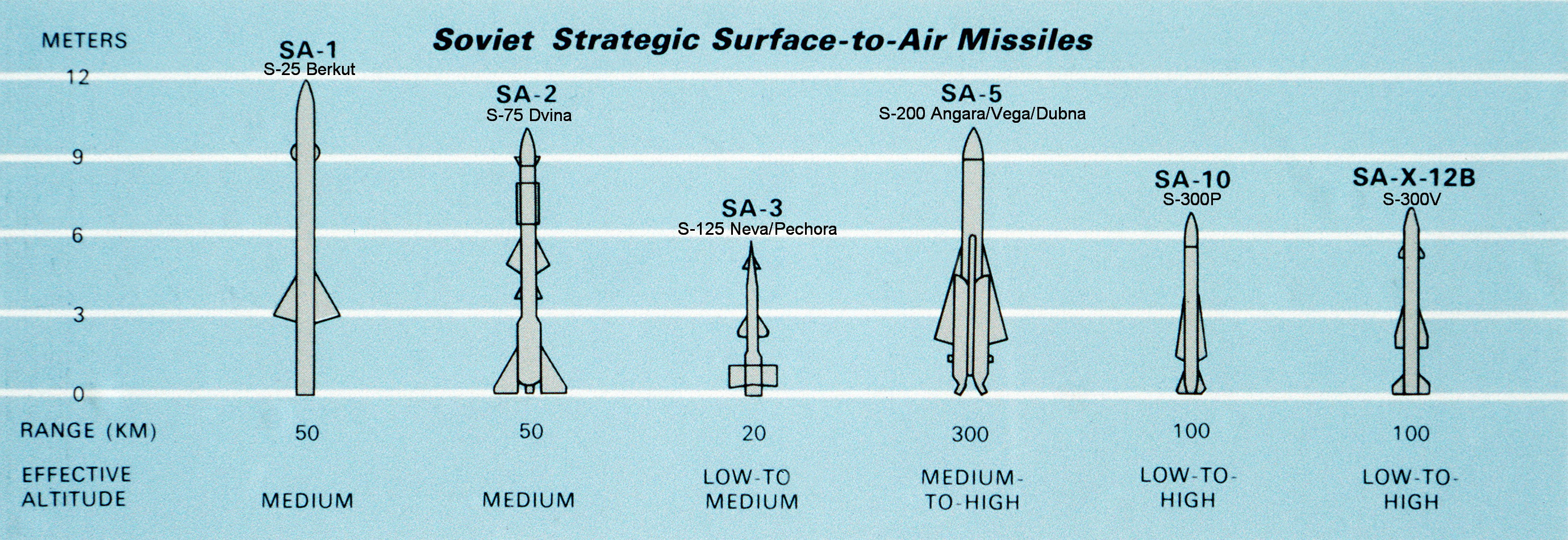
صواريخ أرض-جو تابعة لقوات الدفاع الجوي السوفيتية.

كان لدى قوات الدفاع الجوي سلسلة قيادة خاصة بها، ومدارس، ومواقع رادار وتوجيه صوت.
في 30 مارس 1967م، تم إنشاء مديرية رئيس الدفاع الصاروخي والدفاع المضاد للفضاء، تحت يوري فوتينتسيف تم تشكيل الفريق في المدفعية ضمن قوات الدفاع الجوي. في فبراير 1971م، تم تشكيل القسم الأول للتحذير ضد الهجوم الصاروخي مع المقر الرئيسي في Solnechnegorsk، الإيماءة التقنية الراديوية المنفصلة السابعة والخمسون في أولينيجورسك، مورمانسك أوبلاست والوِحدة التقنية الراديوية المُستقلة رقم 129 في سكروندا، لاتفيا الاشتراكية السوفياتية.

### التنظيم العسكري لقوات الدفاع الجوي السوفيتية بعد الحرب:
خلال مُعظم فترة ما بعد الحرب العالمية الثانية، تم تقسيم الاتحاد السوفيتي إلى منطقتين رئيسيتين للدفاع الجوي: منطقة موسكو للدفاع الجوي (تأسست عام 1950م) ومنطقة باكو (تأسست عام 1954م). كما شملت المناطق الأخرى مثل بيلاروسيا وأوكرانيا ودول البلطيق وآسيا الوسطى. وفي عام 1960م، أعيد تنظيم هذه المناطق إلى 7 جيوش دفاع جوي مُستقلة، تضمنت الجيوش الثانية والرابعة والسادسة وغيرها. وفي عام 1963م، أصبح الفيلق المستقل الثلاثون للدفاع الجوي في طشقند الجيش الثاني عشر المستقل للدفاع الجوي.

#### إعادة الهيكلة في السبعينيات والثمانينيات:
في عام 1977م، خضعت القوات الجوية وقوات الدفاع الجوي في دول البلطيق ومنطقة لينينچراد لإعادة تنظيم كتجربة سبقت التغيير الشامل عام 1980م. تم نقل جميع وحدات المقاتلات التابعة للدفاع الجوي إلى القوات الجوية (VVS)، بينما احتفظت قوات الدفاع الجوي بوحدات الصواريخ والرادارات فقط. ونتيجة لذلك، تم حل الجيش السادس المستقل للدفاع الجوي، وتحول الجيش الجوي الخامس عشر إلى قوات جوية تابعة لمنطقة البلطيق العسكرية. وبحلول عام 1981م، فقدت قوات الدفاع الجوي العديد من موارد القيادة والتدريب، التي نُقلت إلى القوات الجوية.

#### التحديث التكنولوجي خلال الثمانينيات:
خلال عقد الثمانينيات، تم تجهيز وحدات الاعتراض التابعة للدفاع الجوي بطائرات ميغ-31 وسوخوي سو-27P، بينما حصلت وحدات الصواريخ على أنظمة جديدة لمكافحة الإلكترونيات ونظام صواريخ إس-300. وركز التحديث على المناطق الشمالية والشرقية بسبب التهديدات المحتملة من طائرات التجسس الأمريكية وحاملات الطائرات التابعة للأسطول الأمريكي في المحيط الهادئ.

#### مدارس تدريب الضباط:
وفقًا لقائمة نشرتها صحيفة كراسنايا زفيزدا في يناير 1980م، كان هناك 140 مدرسة لتدريب الضباط، منها 15 مدرسة تابعة لقوات الدفاع الجوي، تشمل أربع مدارس للطيران المقاتل، وخمسًا للإلكترونيات اللاسلكية، وستًا للصواريخ المضادة للطائرات.

#### حادثة إسقاط الرحلة الكورية 007 (1983م):
في 1 سبتمبر 1983م، أسقطت قوات الدفاع الجوي السوفيتية الرحلة الكورية 007 بعد دخول الطائرة المدنية المجال الجوي السوفيتي المحظور واعتُقد أنها طائرة تجسس. وكانت حادثة مشابهة قد وقعت سابقًا عندما اخترقت الرحلة الكورية 902 مجال مورمانسك الجوي عام 1978م، مما اضطرها للهبوط اضطرارياً بعد إطلاق طائرة سوخوي Su-15 السوفيتية النار عليها. اعترف المسؤولون السوفيت لاحقًا بالخطأ، مما أثار غضب حكومتي كوريا الجنوبية والولايات المتحدة. بل إن الحادثة تسببت في استقالة مفاجئة لرئيس الأركان العامة السوفيتي، المشير نيكولاي أوجاركوف، عام 1984م بأمر من الزعيم السوفيتي قسطنطين تشيرنينكو.

#### حادثة طائرة ماتياس روست (1987) والإصلاحات اللاحقة:
تسببت رحلة ماتياس روست، وهو طيار مدني ألماني، إلى موسكو في مايو 1987م في زلزال داخل قوات الدفاع الجوي. يبدو أنه بعد حادثة إسقاط الرحلة الكورية 1983م، لم يجرؤ أحد على إصدار أمر بإسقاط طائرته الصغيرة (سيسنا 172)، كما أن برامج التحديث في قوات الدفاع الجوي أدت إلى تركيب أنظمة رادار واتصالات عند الحدود لم تتمكن من نقل بيانات التتبع بفعالية إلى أنظمة الدفاع القريبة من موسكو.
كان المشير أ.ي. كولدونوف، القائد العام للدفاع الجوي، من أول الذين عُزلوا من مناصبهم. كما حُوكم أكثر من 150 ضابطًا (غالبيتهم من قوات الدفاع الجوي) وعُزلوا من مناصبهم، تلاها تغيير واسع النطاق في صفوف القادة الكبار.

## الأسلحة

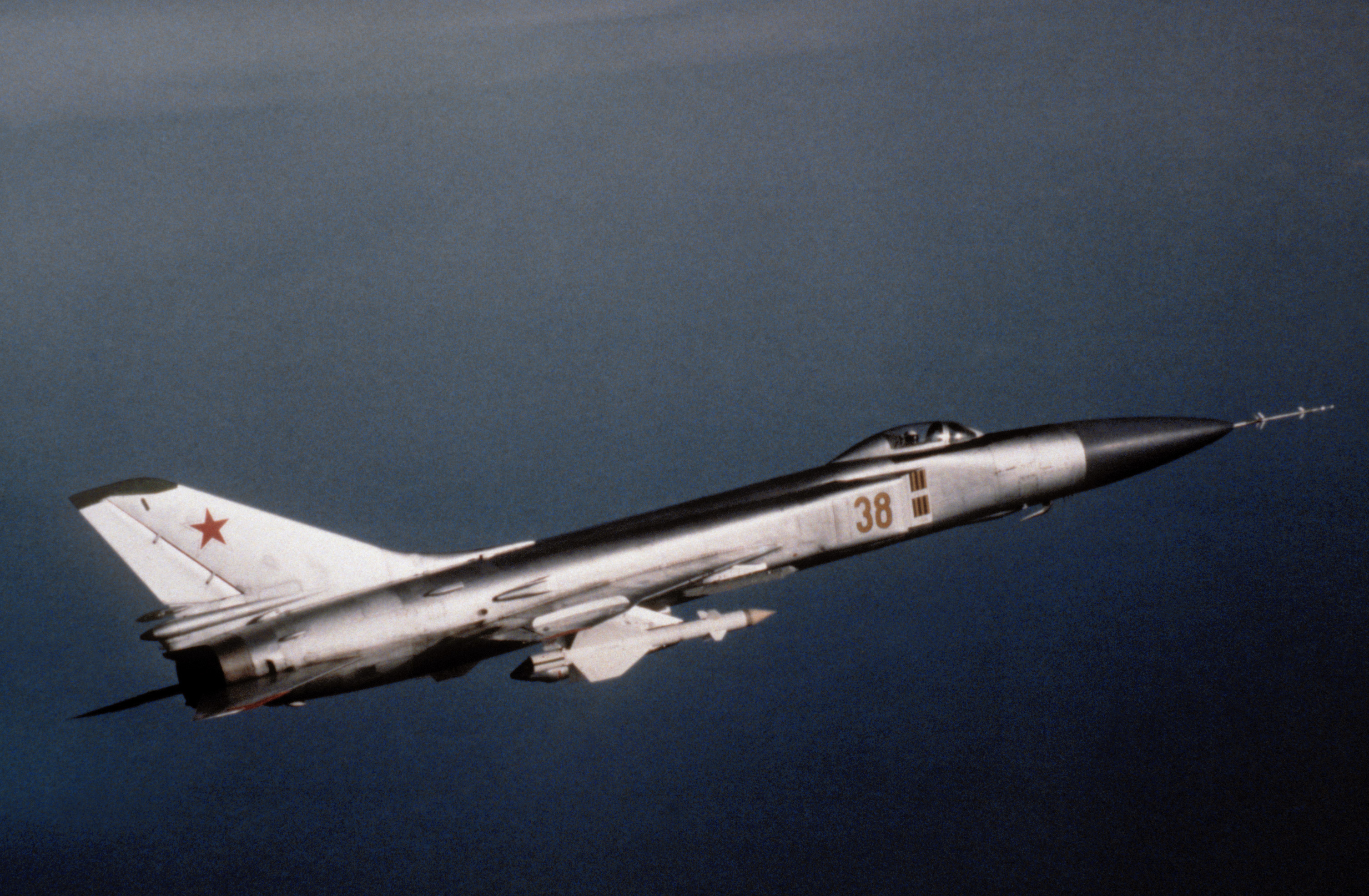
طائرة سوخوي سو-15 فلاجون.

كان جرد وِحدات قوات الدفاع الجوي لعام 1991 هو: 
2,370 طائرة اعتراضية

500 طائرة سوخوي سو-15
890 ميكويان-جوريفيتش ميج-23
480 ميكويان-جوريفيتش ميج-25
230 سوخوي سو-27
270 ميكويان ميج-31
600 طائرة تدريب

200 طائرة L-29 دلفين
400 طائرة إيرية L-39 ألباتروس
في التخزين

100 طائرة توبوليف تو-128
طائرات نُظام الإنذار المبكر والتحكم
15 بيريف A-50 مينستاي
وشملت الصواريخ أرض-جو التي كانت في الخدمة في عام 1990م ما يلي:
1,400 إس-25 بيركوت
2,400 لافوشكين S-75 دفينا
1,000 صاروخ من طراز Isayev S-125 Neva\Pechora - أكثر من 300 موقع، و2 أو 4 منصات إطلاق صواريخ وقضبان
1,950 ألماز إس-200 أنجارا\فيجا\دوبنا – 130 موقعًا
1,700 Almaz S-300 – 850 موقعًا، 15 مبنى آخر
لصواريخ ABM-1 Galosh المُضادة للصواريخ الباليستية ، وهو جزء من نظام الدفاع الصاروخي A-35.

### الطائرات القديمة (خارج الخدمة)
تشمل الطائرات المقاتلة خارج الخدمة التي كانت تستخدمها قوات الدفاع الجوي ما يلي:
- ميكويان-جوريفيتش ميج-3
- لافوشكين لا-9 فريتز
- لافوشكين لا-11 فانغ
- طائرة لافوشكين La-15 ذات الذيل المروحي
- ميكويان-جوريفيتش ميج-15 فاجوت
- لوحة جدارية لطائرة ميكويان-جوريفيتش ميج-17
- ميكويان جورفيتش ميج 19 فارمر
- ميكويان جورفيتش ميج 21 فيشبيد
- سوخوي سو-9 فيشبوت-سي
- سوخوي سو-11 فيشبوت
- توبوليف تو-28 فيدلر
- ياكوفليف ياك-9
- مصباح يدوي ياك-25

### صواريخ جو-جو
- K-5، AA-1 Alkali - صاروخ جو-جو قصير المدى قديم الطراز
- K-8، AA-3 Anab - صاروخ جو-جو متوسط المدى
- K-13، AA-2 Atoll - صاروخ جو-جو قصير المدى
- R-4، AA-5 Ash - صاروخ جو-جو بعيد المدى
- R-40، AA-6 Acrid - صاروخ جو-جو بعيد المدى
- R-23، AA-7 Apex - صاروخ جو-جو متوسط المدى
- R-27، AA-10 Alamo - صاروخ جو-جو متوسط المدى
- R-33، AA-9 Amos - صاروخ جو-جو بعيد المدى
- R-60، AA-8 Aphid - صاروخ جو-جو قصير المدى
- R-73، AA-11 آرتشر - صاروخ جو-جو قصير المدى